# ماکسیمیلیان مهرینگ

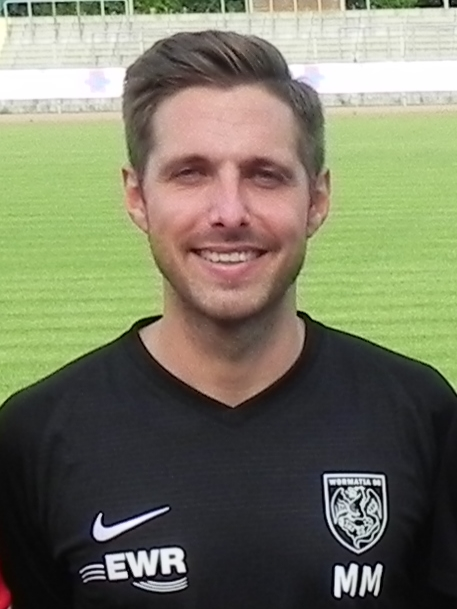
ماکسیمیلیان مهرینگ در سال ۲۰۱۹

ماکسیمیلیان مهرینگ (انگلیسی: Maximilian Mehring؛ زادهٔ ۱۵ آوریل ۱۹۸۶) بازیکن فوتبال اهل آلمان است.
از باشگاه‌هایی که در آن بازی کرده‌است می‌توان به باشگاه فوتبال دارمشتات ۹۸ و باشگاه فوتبال فرایبورگ اشاره کرد.